# Rio de San Vio

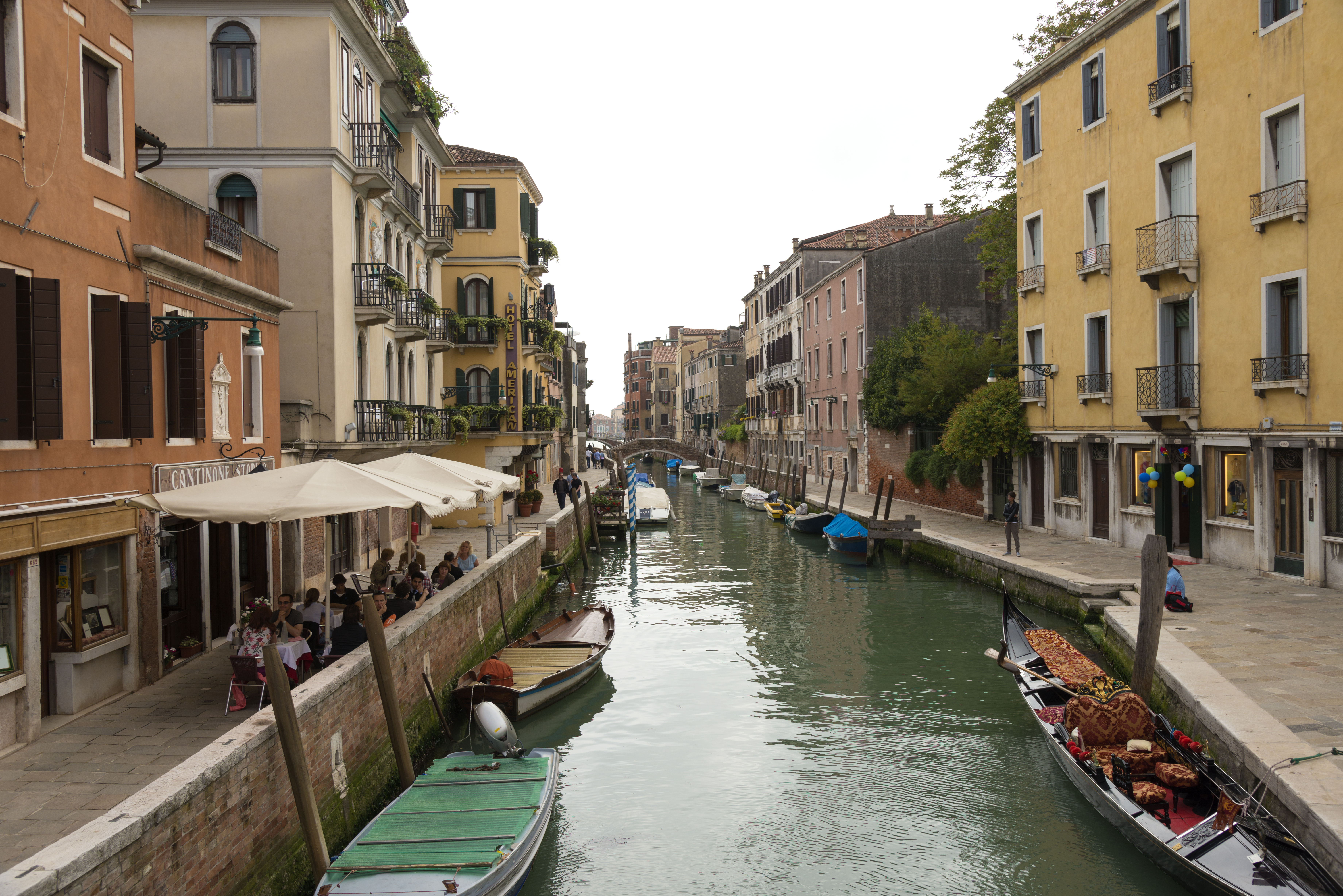
Rio de San Vio Vu văzut de pe podul omonim

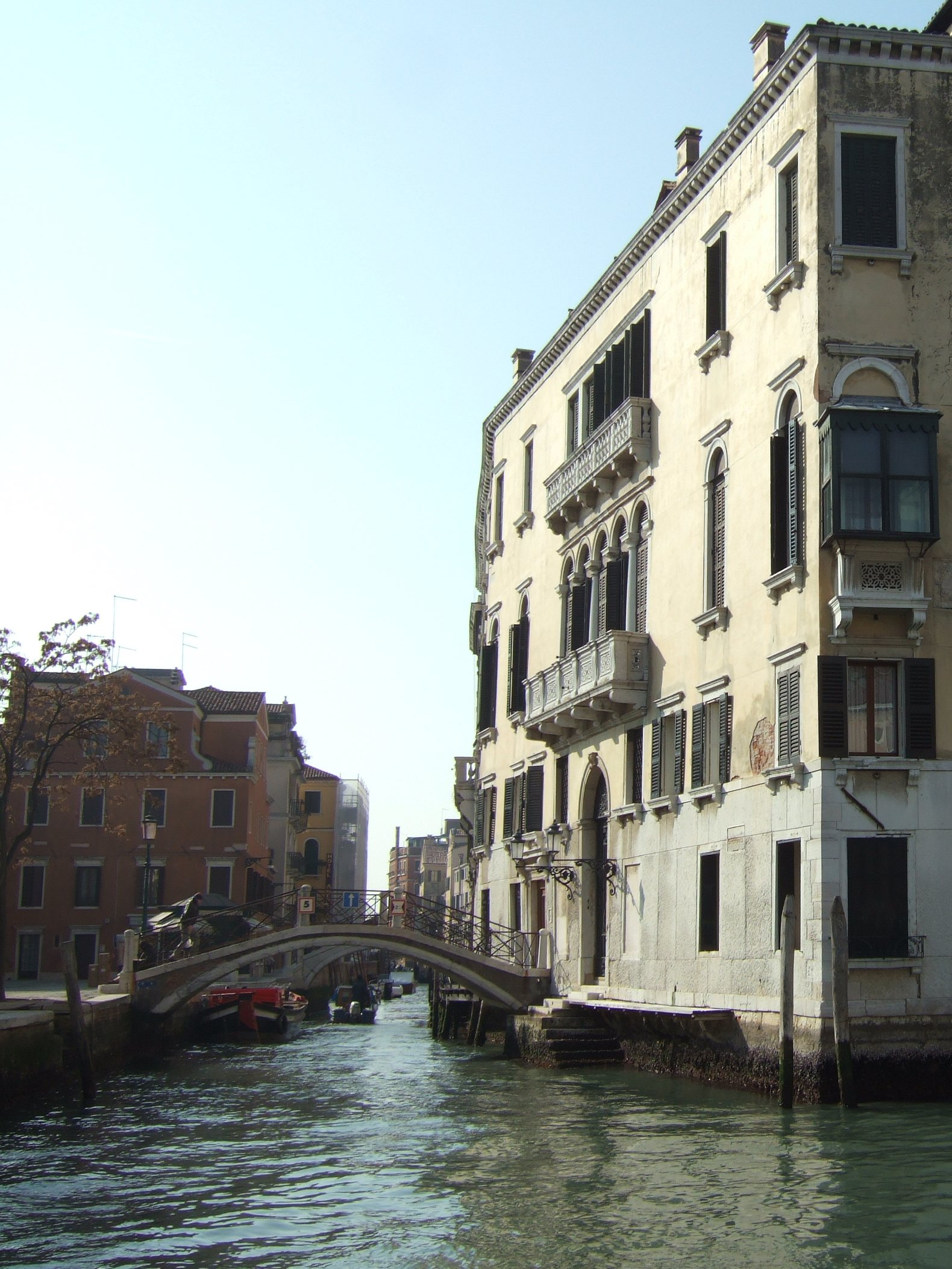
Rio de San Vio

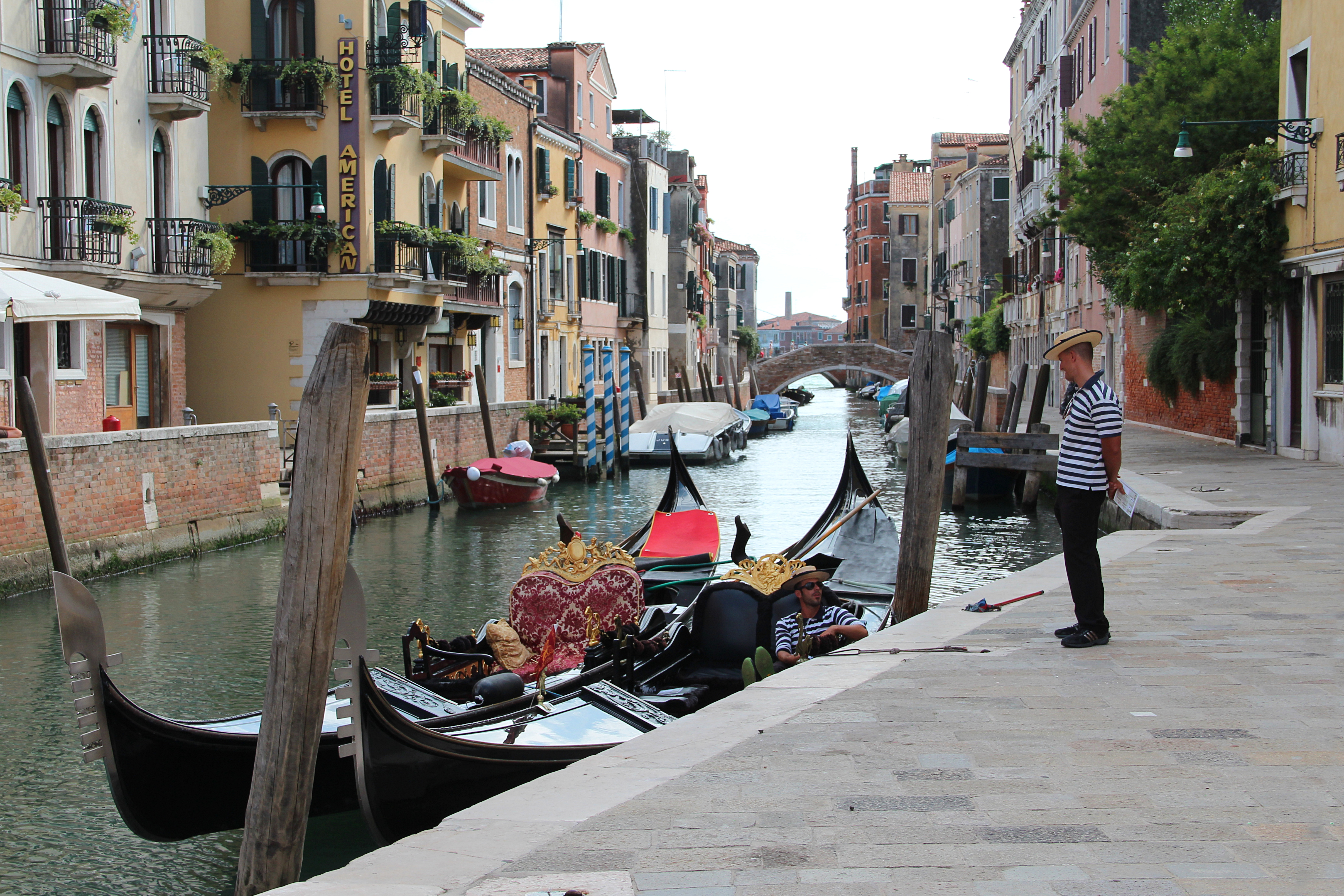
Rio de San Vio Vu văzut de Fondamenta Sebastiano Venier

Rio di San Vio (canalul Sfinților Vitus și Modestus) este un canal din Veneția în sestiere Dorsoduro. 

## Origine
Vechea biserică parohială a Sf. Vitus și Modestus (dedicată Sfinților Vitus, Modestus și Crescenția, denumită popular San Vio) a fost ridicată în 912 de familiile Vido și Magno sau Balbi. Începând din 1310, după victoria dogelui asupra lui Bajamonte Tiepolo, s-a stabilit ca, în semn de recunoștință, să aibă loc în fiecare an, de ziua respectivului sfânt, o procesiune a dogelui, a conducerii celor șase școli mari și a clerului din Castello, urmată de un banchet plictisitor. Biserica San Vio a fost închisă în 1808 și complet demolată în 1813. Proprietarul terenului, Gaspare Biondetti Crovato a înălțat acolo în 1864 o nouă capelă după proiectul lui Giovanni Pividor.

## Descriere
Rio di San Vio are o lungime de aproximativ 270 de metri. El face legătura între Canalul Giudecca și Canal Grande în direcția sud-nord.

## Localizare
- El se varsă la sud în canalul Giudecca
- Acest canal scaldă fondamenta Venier (pe malul vestic) și Bragadin (pe malul estic).
- El se varsă la nord în Canal Grande între palatul Loredan Cini și Campo San Vio.

## Poduri
Canalul este traversat de patru poduri (de la nord la sud):
- podul privat al palatului Loredan Cini care îl leagă de Campo San Vio
- Ponte de San Vio care leagă campo omonim de Piscina del Forner;
- Ponte de Mezo care leagă calle omonimă de Fondamenta Bragadin;
- Ponte de la Calcina pe Zattere ai Gesuiti (canalul Giudecca); calcina se referă la calcineri (vânzători de var); membrii acestei bresle se adunau în biserica San Vio, invocând protecția sfântului Anton.

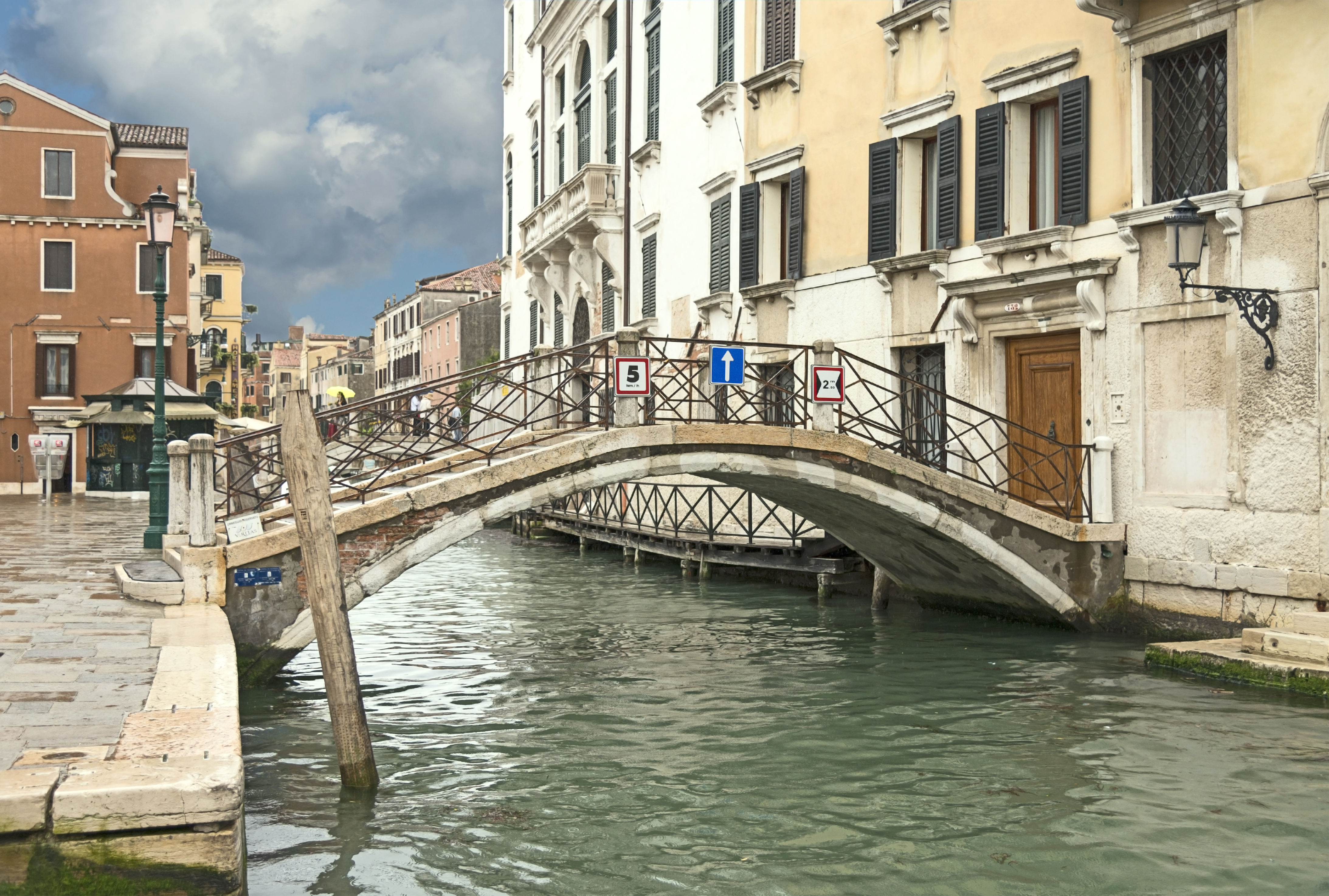
Podul privat al palatului Loredan Cini
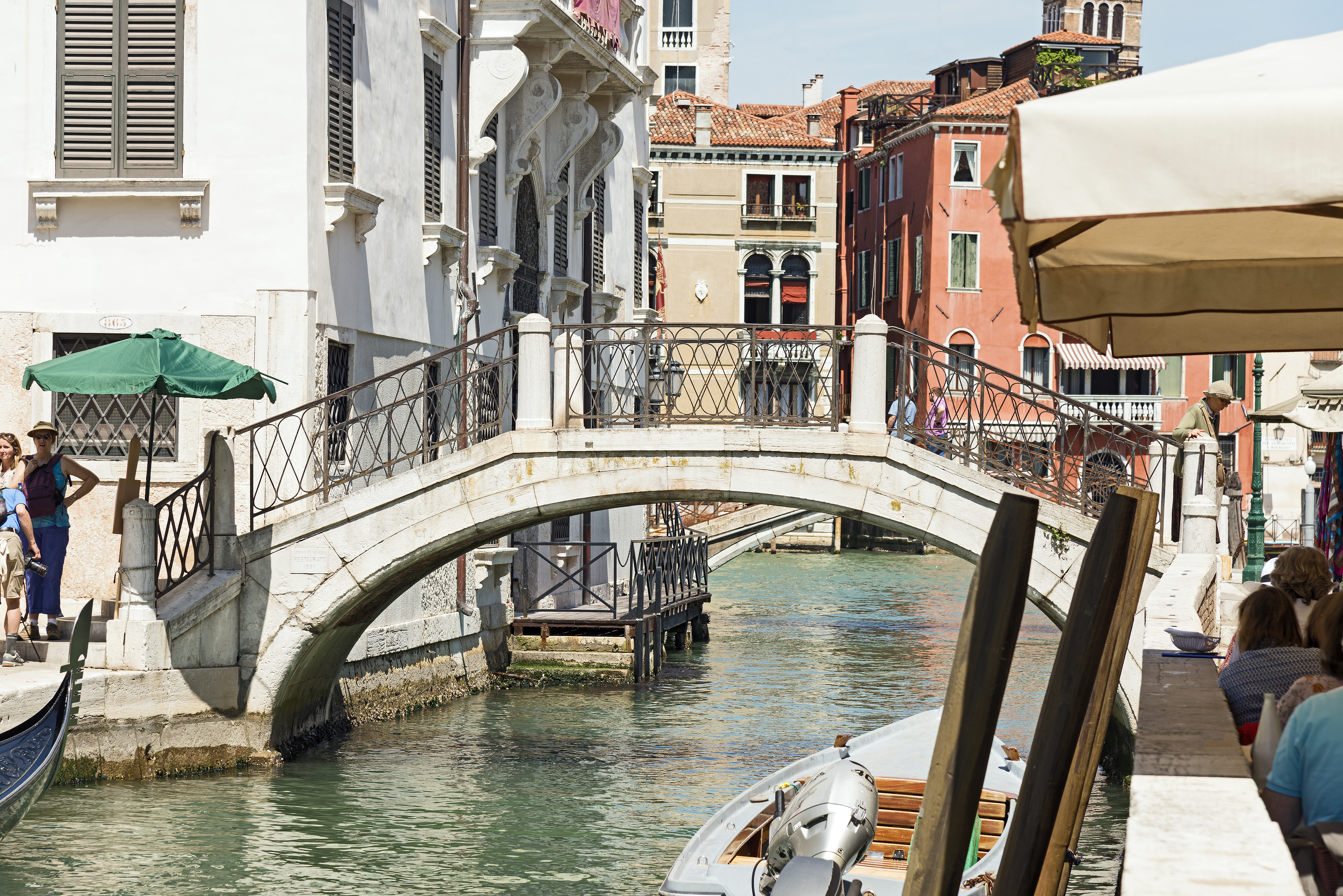
Ponte San Vio
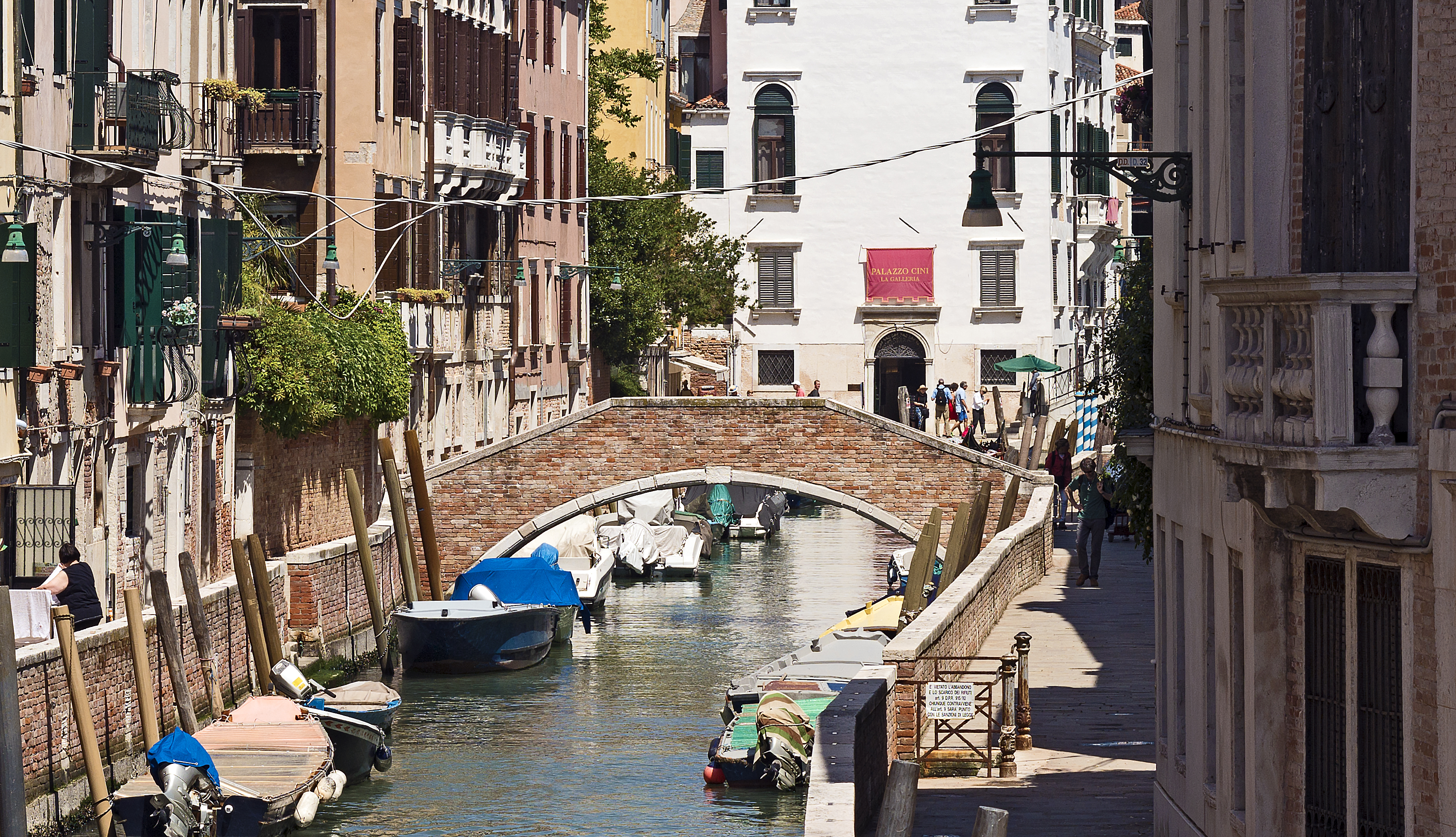
Ponte de Mezo
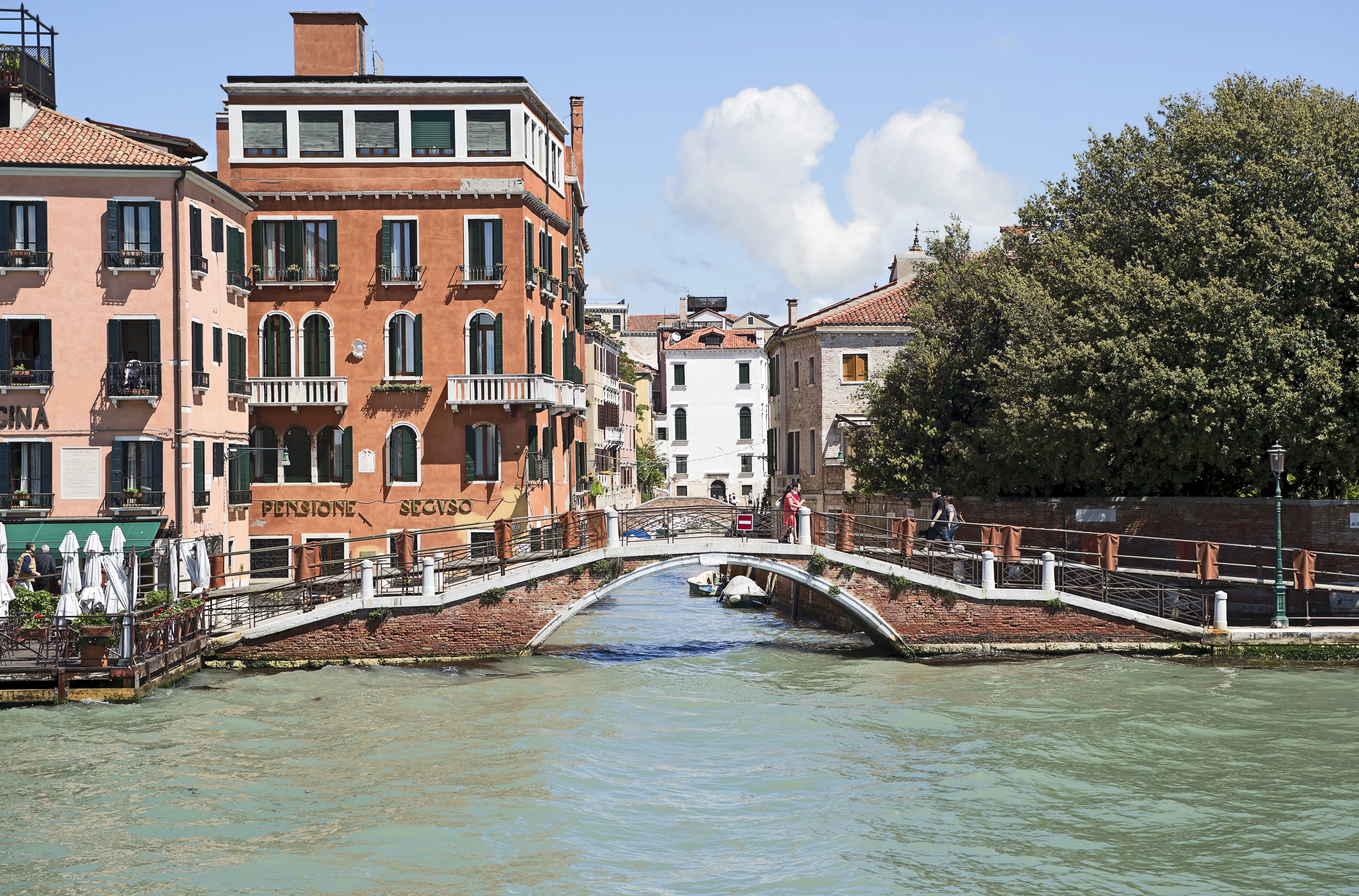
Ponte de la Calcina şi vărsarea în canalul Giudecca